# 李福簡
李福簡（?—?），浙江省金華府東陽縣人，清朝政治人物、進士出身。

## 生平
光緒二十四年（1898年），参加光緒戊戌科殿試，登進士二甲28名。同年五月，改翰林院庶吉士。